# Mari Kiviniemi
Mari Johanna Kiviniemi (Seinäjoki, 27 de setembro de 1968) é uma política finlandesa, primeira-ministra do país de 22 de junho de 2010 a 22 de junho de 2011. Antes, era ministra da administração pública e dos governos locais. Seu primeiro mandato foi em 1995, por Vaasa. Foi líder do Partido do Centro de 2010 a 2012.